# 西洋軟顱石首魚
西洋軟顱石首魚為輻鰭魚綱鱸形目鱸亞目石首魚科的其中一種，分布東太平洋區，從瓜地馬拉至秘魯海域，體長可達60公分，棲息在沿海、潟湖及河口區，可做為食用魚。